# بهیا شهاب
بهیا شهاب (عربی: بهية شهاب)، زادهٔ ۱۹۷۷، هنرمند، پژوهشگر مطالعات تاریخ هنر و طراح اهل لبنان است.
وی برندهٔ جوایزی همچون ۱۰۰ زن بی‌بی‌سی شده‌است.
بهیه از تاریخ به عنوان ابزاری برای درک بهتر حال و یافتن راه حل‌هایی برای آینده استفاده می‌کند. این هنرمند علاقه‌مند به استفاده از هنر برای اهداف و تحولات اجتماعی است و این پدیده را از طریق آثار هنری خود مورد کاوش قرار داده‌است، که به مضامین اجتماعی مانند هویت عرب و حقوق زنان بپردازد. او با ترسیم کتاب‌های سنتی عربی و اسلامی با پیام‌های سیاسی در آثار هنری خود، توانسته‌است هنر را برای درک موقعیت‌های اجتماعی و انتقال آنها به مخاطبین بیشتری به تصویر بکشد. این هنرمند نقش پررنگی در انقلاب سال ۲۰۱۱ مصر داشته است. بهیه در کنفرانس‌های مختلف، دانشگاه‌ها، سمپوزیوم‌ها و موزه‌ها در سراسر جهان سخنرانی‌های عمومی کرده است